# ハンサムキャブ

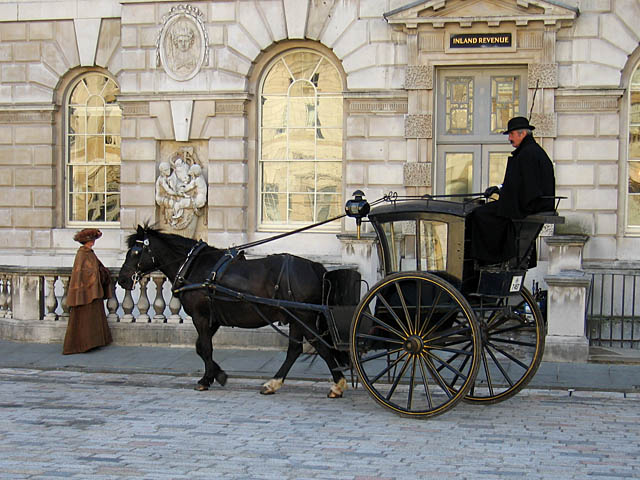
劇の撮影でハンサムキャブを使用するとその時代の雰囲気がでる

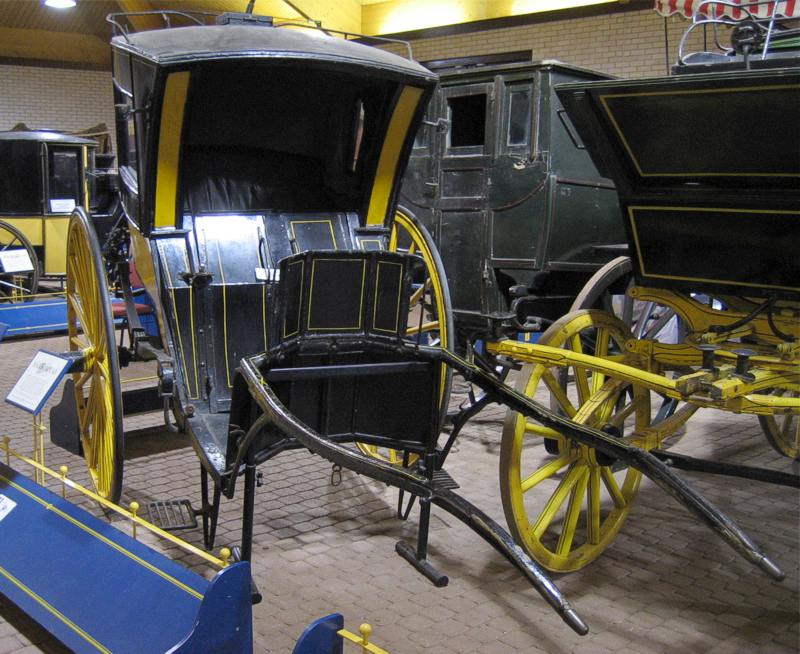
英国、ベッドフォードシャー州ルートンにあるモスマン・コレクション(Mossman collection)に展示されているハンサムキャブ

ハンサムキャブ（hansom cab）とは馬で引く車両（馬車：広義のcarriage・キャリッジ）でフランス起源のキャブリオレに改良を加えたもの。タクシー用途に使用される馬車（日本の辻馬車）の一種である。1834年に英国レスターシャー州ヒンクレーの建築家だったジョゼフ・ハンサムが製作し特許をとった。安全にかじ取りができるように重心を低く押さえてあり、速さと安全性を兼ね備えていたため、当初は「ハンサム・セーフティ・キャブ」という名前で呼ばれた。

## 概要
ハンサムキャブはキャブマンとよばれた運転手(御者)が後方の高い所にある座席に腰掛けて運転するカブリオレの一種であり、ハンサムキャブとは「ハンサム製キャブリオレ」という意味で、「キャブ」は「キャブリオレ」（カブリオレ）を短くした言い方。このことから現在のタクシーを意味する「キャブ」とはカブリオレに由来し「馬車(キャリッジ)」の一種からきたものであることがわかる。英国でタクシーを表す総称を「ビークル・フォー・ハイヤー(vehicle for hire)」といい、これは有料で時間単位で乗せる車両という意味である。英国で"vehicle for hire"の正式名称が「ハックニーキャリッジ」だった。「ハックニーキャリッジ」は現在まで英国タクシーの正式名称であるが、ハンサムキャブが広く使われるようになったことから一般には「ハックニーキャリッジ」に代わり「キャブ」が使われるようになった。
さらにタクシーメーターが登場し、運賃の計測がおこなわれるようになり「キャブ」は「タクシーキャブ (taxicab)」となった（タクシーキャブは日本ではタクシーと略して呼ばれる。このタクシー用途の馬車は明治時代の日本で辻馬車と名づけられた。）。タクシーキャブ馬車、つまり辻馬車として製作されたハンサムキャブは速度が出せるよう軽量に作られており、馬一頭で引っ張ることができた。19世紀のロンドンはそれ以前の辻馬車4輪2頭立て6人乗車のハックニーキャリッジで混雑を引き起こしていた。しかし、2輪1頭立てのハンサムキャブであればこの悪名高い交通渋滞の中をすりぬけることができ他の辻馬車よりも目的地に速く到着することができた。こうして「ハックニーキャリッジ」用途としてハンサムキャブが使われるようになり、ハックニーキャリッジのことをキャブとよぶようになって現在のタクシー呼称につながる。
乗客は2人ないしはぎっちりつめれば3人が座れた。運転手は車両後方にある一段高いばね付の座席に座り客室の屋根越しに手綱を取った。これはフランス起源のカブリオレの変形である。カブリオレは御者は客と相席となり通常乗客は1人しか乗せられない。自家用であれば主人自身が御者となりもうひとりの客人を同席させられるが辻馬車ではそうはいかない。カブリオレには後方に従者用のお立ち台があった。これは従者がいないときには荷物のせにも使用された場所だった。ハンサムキャブではこのお立ち台部分を御者席とし、手綱（たづな）は幌(屋根)の上を通る形にしたものだった。乗客は「トラップドア」と呼ばれた屋根後方にある小さな戸口で後方にいる御者と話ができた。また乗客は車室(キャブ)により悪天候から保護されていた。客室は折りたたみ幌のものだけでなく木製で覆われたものもあったがいずれも客室の前方は開放されていた。折りたたみ式の木製ドアが足側をカバーしていたので、下方からの泥はねで服が汚れるのを防ぐことができた。加えて両側のドアのさらに前方にはフェンダー（もしくはダッシュボード）が装備されていたので馬の蹴り上げる石などからも守られていた。
ハンサムキャブは英国の他の都市にもすぐに広まった。カブリオレの故郷パリにも輸出され「キャブ」とよばれたがこれは不人気だった。御者台のある2人乗りはフランスではこの「キャブ」のみである。しかしベルリン、サンクトペテルブルクなどの欧州の各都市にまで普及した。米国にも19世紀後半には紹介され、ニューヨーク市では広く使われていた。現代でもシドニー、カイロ、香港でハンサムキャブが見ることができる。
英国では1920年代まで広く使われていたが、安価な自動車が現れ、また信頼性ある大量輸送機関などの輸送形態が登場したことにより、ハンサムキャブも次第に使われなくなった。

## 文学
ナルニア国物語の「魔術師のおい」では、悪の女王ジェイディスがハンサムキャブを乗っ取りチャリオットのように乗り回してロンドンを訪れる。また、ナルニアに到着した「キャブ」は「フランク王」となり、ハンサムキャブを引っ張った馬「ストロベリー」は羽をもつ馬「フレッジ」となる。
シャーロック・ホームズシリーズには、その時代の主要な市内交通機関であったこともあり頻繁に登場する。

## 参照
- Carriage Terminology: An Historical Dictionary by Donald H. Berkebile, Don H. Berkebile (1979) ISBN 0-87474-166-1
- A Dictionary of Horse Drawn Vehicles by D.J.M. Smith (1988)
- Looking at Carriages by Sallie Walrond (1992)